# Idah
Idah és una població de l'estat de Kogi, a Nigèria, a la riba oriental del riu Níger, a la regió central. És capital del regne d'Igala o d'Ipah i residència de l'ata (rei) dels igales. És també centre d'una LGA (Local Government Area) amb una superfície de 36 km² i una població de 79.815 habitants (2006).